# Birch (Essex)
Birch – wieś w Anglii, w hrabstwie Essex, w dystrykcie Colchester. Leży 27 km na północny wschód od miasta Chelmsford i 76 km na północny wschód od Londynu. W 2001 miejscowość liczyła 817 mieszkańców.